# Возвращение в Хогвартс
«Га́рри По́ттер 20 лет спустя́: Возвраще́ние в Хо́гвартс» (англ. Harry Potter 20th Anniversary: Return to Hogwarts) — документальный фильм, специальный эпизод в составе франшизы о Гарри Поттере. Вышел на стриминговом сервисе HBO Max 1 января 2022 года в связи с 20-летием поттерианы. 

## Гости
- Дэниел Рэдклифф;
- Руперт Гринт;
- Эмма Уотсон;
- Хелена Бонэм Картер;
- Робби Колтрейн;
- Рэйф Файнс;
- Джейсон Айзекс;
- Гэри Олдмен;
- Том Фелтон;
- Джеймс Фелпс;
- Оливер Фелпс;
- Марк Уильямс;
- Бонни Райт;
- Альфред Энох;
- Иэн Харт;
- Тоби Джонс;
- Мэттью Льюис;
- Эванна Линч;
- Дэвид Хейман;
- Крис Коламбус;
- Альфонсо Куарон;
- Майк Ньюэлл;
- Дэвид Йейтс[1];
- Джоан Роулинг (архивные кадры)[2].

## Создание и релиз
В ноябре 2021 года Warner Bros. объявила о спецвыпуске под названием «Гарри Поттер 20 лет спустя: Возвращение в Хогвартс» с участием актёров и режиссёров серии фильмов о Гарри Поттере, посвящённом 20-летию выхода первой части серии, картине «Гарри Поттер и философский камень» (2001). Фильм был подготовлен компанией Warner Bros. Unscripted Television совместно с Warner Horizon и исполнительным продюсером Кейси Паттерсон. Джоан Роулинг, автор книг о Поттере, в число участников проекта не попала; в СМИ это связывали с обвинениями в трансфобии, которые звучали в адрес писательницы в предыдущие годы.
Съёмки проходили в музее «Экскурсия по Warner Bros. Studio в Лондоне» в Ливсдене, Англия. В «Возвращении в Хогвартс» в последний раз появился на экране Робби Колтрейн (он умер 14 октября 2022 года).
Фильм вышел на HBO Max 1 января 2022 года. В Канаде он вышел на Crave, в Великобритании и Ирландии на Sky и Now, в Австралии на Binge, в Новой Зеландии на TVNZ 2 и TVNZ OnDemand, в Азии на HBO Go, в Объединённых Арабских Эмиратах на OSN, в Индии на Prime Video, в России на «Амедиатеке». В том же году фильм показали на TBS и Cartoon Network (в преддверии выхода картины «Фантастические твари: Тайны Дамблдора»).

## Оценки
«Возвращение в Хогвартс» было номинировано на премию «Эмми» в двух категориях. На сайте-агрегаторе рецензий Rotten Tomatoes оно получило рейтинг 93 %. Рецензенты с этого ресурса охарактеризовали фильм как «трогательный и откровенный», рассказывающий о том, как поттериана принесла своим участникам «особый вид волшебства». На сайте Metacritic картина получила 65 баллов из 100, что означает «в целом положительные отзывы».
Для Настасьи Горбачевской («Фильм.ру») «Возвращение в Хогвартс» — «снежная и нежная, трогательная, смешная и, конечно, волшебная» встреча участников проекта, создавшая «неподдельную магию единства». По мнению критика, «главное и возможно единственное, о чем стоит писать и говорить после просмотра… — неподдельная радость всех тех, кто собрался в одном кадре и произносил не пустые реплики о родстве и семье». При этом Горбачевская увидела «определённую затянутость» во второй части фильма.
Многие комментаторы были возмущены отсутствием в фильме Джоан Ролинг. В адрес авторов «Возвращения» звучали обвинения в лицемерии.